# Holorusia conspicabilis
Holorusia conspicabilis är en tvåvingeart. Holorusia conspicabilis ingår i släktet Holorusia och familjen storharkrankar.

## Underarter
Arten delas in i följande underarter:
- H. c. angustilineata
- H. c. conspicabilis